# (122) Gerda

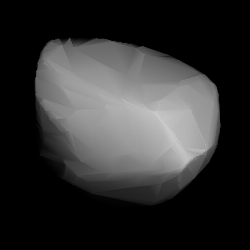
Representació en 3D de l'asteroide Gerda.

(122) Gerda és un asteroide que pertany al cinturó exterior d'asteroides descobert per Christian Heinrich Friedrich Peters el 31 de juliol de 1872 des de l'observatori Litchfield de Clinton, als Estats Units d'Amèrica. El van anomenar així per Gerda, una deessa de la mitologia grega.
Gerda orbita a una distància mitjana de 3,223 ua del Sol, i pot allunyar-se'n fins a 3,328 ua. Té una inclinació orbital d'1,64° i una excentricitat de 0,03284. Fa una òrbita al Sol en 2.113 dies.